# Neolophonotus brunales
Neolophonotus brunales là một loài ruồi trong họ Asilidae. Neolophonotus brunales được Londt miêu tả năm 1988. Loài này phân bố ở vùng nhiệt đới châu Phi.